# Friedrich Christian Juncker
Friedrich Christian Juncker (* 13. Mai 1730 in Kopenhagen; † 27. Juli 1770 in Halle (Saale)) war ein deutscher Mediziner. 

## Leben

### Beruflicher Werdegang
Der Sohn des Johann Juncker verdankte seinem Vater eine sorgfältige Erziehung. Unter diesem studierte er an der Universität Halle, wo er mit der Dissertation de morbis colicam consequentibus 1749 zum Doktor der Medizin promovierte. Er hatte als Arzt am Waisenhaus in Halle gearbeitet, war am 18. Dezember 1753 an der Hallenser Hochschule außerordentlicher Professor geworden und trat die Nachfolge seines Vaters am 29. November 1759 als ordentlicher Professor der Medizin an. Juncker hatte sich auch an den organisatorischen Aufgaben der Hallenser Universität beteiligt und war 1769/70 Prorektor der Alma Mater.
Friedrich Christian Juncker starb am 27. Juli 1770, im Alter von 40 Jahren, in Halle. Er wurde am 28. Juli 1770 auf dem halleschen Stadtgottesacker bestattet, sein Grab befindet sich im Gruftbogen Nr. 17. An derselben Stelle wurde bereits 1759 sein Vater beigesetzt und 1800 auch sein Sohn.

### Ehe und Nachkommen
Friedrich Christian Juncker heiratete am 23. Oktober 1758 Johanna Charlotte Wilhelmine von Werther (1739–1767), die Tochter des Freiherrn Ernst Friedrich von Werther. Aus dieser Ehe ging der Sohn Johann Christian Wilhelm Juncker (1761–1800) hervor. Dieser erlangte ebenfalls in der Geschichte der Medizin einen Namen.

## Werke
- Diss. de morbis colicam consequentibus. Halle 1749
- Diss. de pracstantia topicorum in pleuritide curanda. Halle 1762